# Castelo Bayard

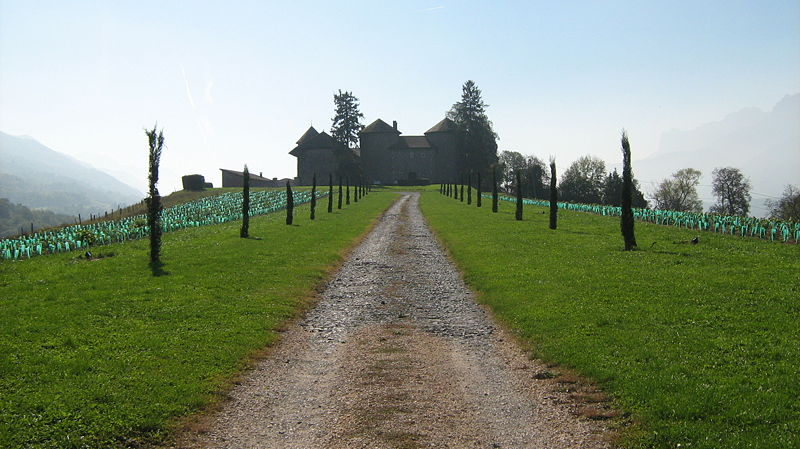
Vista geral do Château Bayard.

O Château Bayard é um castelo na comuna de Pontcharra no departamento de Isère (Ródano-Alpes, França), e domina o vale de Grésivaudan nos Alpes do Delfinado.
O castelo está classificado, desde 1915, como património histórico pelo Ministério da Cultura da França.
Alberga o museu Bayard desde 1975, o qual apresenta a vida e o mito de Pierre Terrail, Senhor de Bayard, o famoso "cavaleiro sem mácula e sem desvios de conduta" (em francês:  le chevalier sans peur et sans reproche).

## História
Originalmente, o Château Bayard foi uma fortificação (senhoria). Na era feudal, somente um Cavaleiro podia possuir um castelo. Pierre Terrail, o primeiro com este nome, também chamado de "o Velho" e bisavô do famoso cavaleiro, foi o vice-senhor do senhorio de Avallon.
Pierre Terrail empreendeu, a partir de 1404, a construção da sua residência num lugar chamado Bayard, perto de Pontcharra. Mesmo sendo uma fortaleza, o edifício estava longe de ser simples: ilustrações do século XIX mostram uma residência protegida por quatro torres cilíndricas, com três níveis de janelas gradeadas.
O terraço volta-se para o vale de Grévisaudan e as suas vistas maravilhosas abrem-se para vastos territórios: os montes Jura, o planalto de Vercors, o maciço de Belledonne e os montes Chartreuse.
Pierre II, filho de Pierre Terrail, recebeu o título de Senhor de Bayard. A partir de então, a fortaleza recebeu oficialmente o nome de château. 
Após a morte de Pierre II, ocorrida em Montlhéry no ano de 1465, o seu filho Aimão (1420-1496) manteve o título de senhorio e ocupou o castelo. Tal como o seu pai e avô, passou uma boa parte da sua vida a combater ao serviço do Rei de França. O castelo passou em seguida para o seu filho, Pierre III Terrail, o célebre cavaleiro Bayard, o qual, sem dúvida, ali havia nascido e sido criado. Pierre III passou a residir na propriedade quando não se encontrava em campanha, particularmente quando foi nomeado Tenente-Geral do Delfinado e administrou a província. Após a morte do cavaleiro, o castelo passou para as mãos do seu irmão Georges, e dele para sua filha, Françoise, casada com um Copier. Esta não deixou descendência, tendo vendido castelo e títulos, em 1559, a um membro da família d'Avançon, casado com uma Alleman. Desta família, os direitos passaram, por matrimónio, para os Simiane de Gordes (1581), deste para os Simiane de la Coste, senhores de Montbives (1677), e finalmente para os Noinvilles (1735).
Louis-Alphonse de Noinville, emigrante sob a Revolução Francesa, foi o último Senhor de Bayard. Os seus bens foram apreendidos e vendidos em 1795. O castelo ficou em ruínas por longo tempo (possivelmente desde Françoise Copier). As pedras chegaram a ser usadas como material de construção para casas rurais vizinhas, apesar dos protestos de alguns eruditos do Delfinado.
Em 1865, Jean-Baptiste Bertrand, padre de Grignon, reparou o que restava do edifício para que servisse de sua residência depois de retirar-se, recuperando uma parte de alvenaria com a anuência do proprietário legal.
Ao longo da sua história, o castelo sofreu danos causados pelas Guerras de Religião Francesas, pelas guerras de fronteira delfino-saboianas, e ainda pelo abandono a que foi deixado após a Revolução Francesa.

## Actualidade
O castelo pertence, actualmente, a um notário da região.
O Château Bayard, feito em ruínas após a Revolução, foi restaurado a partir de 1890, sempre no domínio privado. Desde 1975 duas das suas salas albergam um museu que conta a história do herói francês da Renascença. É mantido pela "Associação dos amigos de Bayard" que, desde 1938, emite publicações regulares e realiza reuniões anuais, visando o restabelecimento da verdade histórica. 
Aos alojamentos senhoriais flanqueados por quatro torres, juntava-se um edifício de habitação de três andares, dos quais restam dois, ocupados actualmente pelo museu.